# Caibi
Caibi é um município brasileiro do Estado de Santa Catarina. Localiza-se a uma latitude 27º04'18" sul e a uma longitude 53º14'52" oeste, estando a uma altitude de 337 metros. Sua população estimada em 2010 é de 6 218 habitantes. Possui uma área de 171,7 km².

## História
A atual cidade foi criada inicialmente como um distrito pertencente a Palmitos, pela lei municipal nº 2, de 14 de novembro de 1956. Pela lei estadual nº 1.016, de 29 de março de 1965, Caibi emancipa-se, instalando-se oficialmente em 6 de junho do mesmo ano.

## Cultura

### Esporte
Apesar de nunca ter jogado profissionalmente, Caibi conta com vários times amadores. Até existe um campeonato local, em que disputam times como Esporte Clube América (Linha Roversi),Esporte Clube Atlético (Linha São Luiz),Esporte Clube Canarinho(São Roque),Esporte Clube Cultural São José, da linha do mesmo nome,Esporte Clube Defensor Beira Rio, Esporte Clube Esportivo, da linha Rosário,Independente (centro) e Ideal (Linha Planaltina) que por sinal é o atual campeão 2018* entre outros. Além de tudo isso, Caibi conta ainda com o famoso clássico Paulista, o jogo entre o São Paulo, da linha homônima, e o Palmeiras, de Salete.